# Chamboulive
Chamboulive település Franciaországban, Corrèze megyében. Lakosainak száma 1158 fő (2022. január 1.). Chamboulive Beaumont, Eyburie, Le Lonzac, Pierrefitte, Saint-Jal, Saint-Salvadour és Seilhac községekkel határos.

## Népesség
A település népességének változása:
| Lakosok száma | 1411 | 1210 | 1190 | 1272 | 1177 | 1196 | 1209 | 1182 | 1168 | 1158 |
|               | 1968 | 1982 | 1990 | 2006 | 2013 | 2015 | 2017 | 2019 | 2020 | 2022 |